# تازه آباد قاضي علي (مقاطعة ديواندرة)
تازه‌آباد قاضي علي (بالفارسية: تازه‌آباد قاضی علی) هي قرية تقع في قسم سارال الريفي (مقاطعة ديواندرة) في إيران. يقدر عدد سكانها بـ 61 نسمة بحسب إحصاء 2016.